# ISIS醬

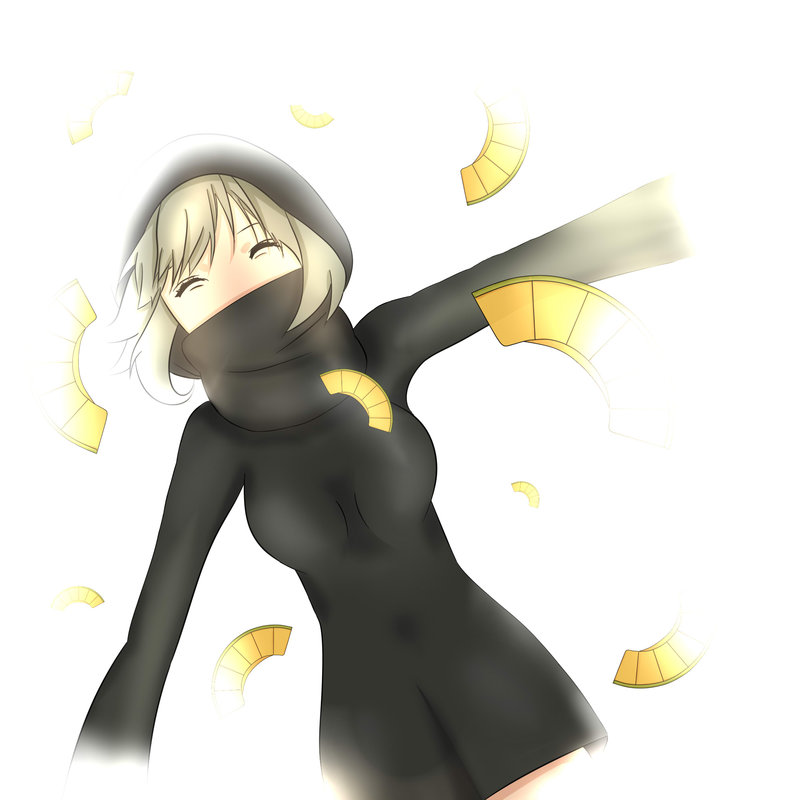
背后是白色背景的ISIS醬

ISIS醬（日语：／ Aishisuchan）是一个虚构的二次元角色，起源于日本网络论坛2ch，其起因是2015年的伊斯兰国拘禁日本人事件，伊斯兰国绑架了日本人汤川遥菜和后藤健二并将其斩首。在这之后，日本的网络社交媒体把伊斯兰国拟人化为一个带有萌系风格的女孩。

## 概述
ISIS醬最初源於一些2ch网民对于中东地区伊斯兰恐怖主义团体伊斯兰国（又名ISIS、ISIL）在网上宣传的反应，其措施为对其进行萌拟人化，并很快成为日本网络与社交媒体的一个网络爆红现象。
此形象的推出的一个目的是为了覆盖伊斯兰国组织在网络上的宣传活动，比如将其宣传使用的图片进行替换，让该形象在Google搜索中的结果数超过原伊斯兰国的结果数（Google轰炸）。如果进程顺利的话，就有可能使得以后在Google上搜索ISIS的时候，不出现伊斯兰国的激进的宣传网站，而是替换後的其他内容。该项举措很早就已经為美国和英国所用，成为反伊斯兰国社交媒體戰的一部分。

## 特征

ISIS醬用来切削的甜瓜。

- 十九岁。[1][6]
- 绿瞳。[1][4][6][7]
- 绿色头发。[4]
- 身着黑色圣战套装。[1][4][6][7]
- 喜欢甜瓜，[6][7]在某些情况下手持一把西瓜刀。[1]
- 不喜欢暴力。[10]
- 刀只能用来切瓜。[4]据创作者解释，他是想告诉那些恐怖分子“刀是用来干什么的”[4]
- 她的任务是尽可能收集更多的瓜。[11]